# Las Palmitas, Tecoanapa
Las Palmitas är en ort i Mexiko.   Den ligger i kommunen Tecoanapa och delstaten Guerrero, i den södra delen av landet, 270 km söder om huvudstaden Mexico City. Las Palmitas ligger 301 meter över havet och antalet invånare är 138.
Terrängen runt Las Palmitas är platt åt sydost, men åt nordväst är den kuperad. Terrängen runt Las Palmitas sluttar söderut. Runt Las Palmitas är det ganska tätbefolkat, med 65 invånare per kvadratkilometer. Närmaste större samhälle är Ayutla de los Libres, 8,5 km öster om Las Palmitas. Omgivningarna runt Las Palmitas är en mosaik av jordbruksmark och naturlig växtlighet.